# Mambila (langue)
Pour les articles homonymes, voir Mambila.
Le mambila ou bang, bea, ble, juli, lagubi, mambere, mambilla, nor, tagbo, tongbo, torbi) est la langue des Mambila, parlée principalement au Nigeria sur le plateau de Mambila, également au Cameroun dans la région de l'Adamaoua, le long de la frontière, au nord-ouest du département du Mayo-Banyo, dans les arrondissements de Banyo et Bankim.